# Acetorfin
Acetorfin, vrsta psihoaktivne droge. Uvrštena je u Hrvatskoj na temelju Zakona o suzbijanju zlouporabe drogu na Popis droga, psihotropnih tvari i biljaka iz kojih se može dobiti droga te tvari koje se mogu uporabiti za izradu droga, pod Popis droga i biljaka iz kojih se može dobiti droga, Odjeljak 1., pod Droge sukladno Popisu 1. Jedinstvene konvencije UN-a o drogama iz 1961. godine i pod Odjeljak 3., Droge uključene u Popis 4. Jedinstvene konvencije UN-a o drogama iz 1961. godine. Kemijsko ime je 3-O-acetiltetrahidro-7α-(1-hidroksi-1-metilbutil)-6,14-endo-etenooripavin.